# Broke (serial telewizyjny)
Broke  – amerykański serial telewizyjny (sitcom) wyprodukowany przez Sunshine Bakery Productions, Sutton Street Productions, Propagate, RCN TV oraz CBS Television Studios, którego twórcą jest Alex Herschlag na podstawie "Pobres Rico". Serial był emitowany od 2 kwietnia 2020 roku do 25 czerwca 2020 roku przez CBS.
Fabuła serialu opowiada o Javierze który zostaje odcięty od pieniędzy rodziców. Musi przeprowadzić się wraz ze swoją żoną do siostry, z którą nie utrzymuje kontaktu.

## Obsada

### Główna
- Jaime Camil jako Javier[2]
- Pauley Perrette jako Jackie Dixon[3]
- Natasha Leggero jako Elizabeth[4]
- Izzy Diaz jako Luis Dominguez[5]
- Antonio Raul Corbo jako Sammy

### Role drugoplanowe
- Al Madrigal jako Derek
- Fred Stoller jako Keith
- Kyle Bornheimer jako Barry

## Odcinki
| #  | Tytuł              | Reżyseria       | Scenariusz                          | Premiera w CBS   |
| -- | ------------------ | --------------- | ----------------------------------- | ---------------- |
| 1  | Pilot              | Victor Gonzalez | Alex Herschlag                      | 2 kwietnia 2020  |
| 2  | Jobs               | Victor Gonzalez | Alex Herschlag, Jennie Snyder Urman | 9 kwietnia 2020  |
| 3  | The Dance          | Victor Gonzalez | Craig Gerard, Matthew Zinman        | 16 kwietnia 2020 |
| 4  | Mom's Secret       | Victor Gonzalez | Al Madrigal                         | 23 kwietnia 2020 |
| 5  | Dates              | Victor Gonzalez | Rachel Sweet                        | 30 kwietnia 2020 |
| 6  | Losing My Religion | Victor Gonzalez | Grace Parra                         | 7 maja 2020      |
| 7  | Daddy Issues       | Victor Gonzalez | Cindy Caponera                      | 14 maja 2020     |
| 8  | Soccer             | Victor Gonzalez | Julian Kiani                        | 21 maja 2020     |
| 9  | Barry's Back       | Katy Garretson  | Aaron Izek, Jenna Martin            | 28 maja 2020     |
| 10 | Sammy's Project    | Katy Garretson  | Craig Gerard, Matthew Zinman        | 4 czerwca 2020   |
| 11 | Cinco De Mayo      | Phill Lewis     | Al Madrigal                         | 11 czerwca 2020  |
| 12 | The Test           | Phill Lewis     | Rachel Sweet                        | 18 czerwca 2020  |
| 13 | Sammy's Party      | James Widdoes   | Alex Herschlag                      | 25 czerwca 2020  |

## Produkcja
Pod koniec lutego 2019 roku ogłoszono, że Jaime Camil zagra w serialu jedną z głównych ról.
W kolejnym miesiącu obsada powiększyła się o Pauley Perrette,  Natashe Leggero oraz Izzy Diaz.
10 maja 2019 roku stacja CBS zamówiła serial na sezon telewizyjny 2019/2020.
Na początku maja 2020 roku stacja CBS poinformowała o skasowaniu serialu.